# ヤマハ・PACIFICA
ヤマハ・PACIFICA(パシフィカ)は、ヤマハが製造するエレクトリックギターのシリーズ名である。
（同じコンセプトで製造されたエレクトリックベースにATTITUDEシリーズがある。）

## 概要
「伝統的なロックギターの優れた要素を、最新のメソッドで再構築することで、次世代のオリジナルを作り上げる」というコンセプトの下、アメリカYGD(Yamaha Guitar Development)の開発で1989年にシリーズが立ち上がった。当初のラインナップは少なかったが、徐々にSJ、SXなどのシリーズを吸収しながら拡大していった。シリーズ名は太平洋を意味する。

## モデル命名法則
PACIFICAに続いて3ないし4桁の数字、それに付加するアルファベットで概要を判別できる。
- 1桁(4桁モデルは前2桁)目:モデルの階級。数字が大きいほど上位モデル
- 2桁目:搭載するハムバッキングPUの個数
- 3桁目:搭載するシングルコイルPUの個数
- C:スペシャルカラー
- D:ピックアップのダイレクト（ボディ直付け）マウント
- FM:フレイムメイプルトップ（ラミネートボディ）
- H:キルテッドメイプル風グラビア塗装（HD=High Definition）
  - 2011年の120Hの登場を機に、Hard Tail（固定式ブリッジ）を示すように変更された。
- J:日本仕様
- L:レフトハンドモデル
- M:メイプルフィンガーボード
- QM:キルテッドメイプルトップ（ラミネートボディ）
- R:リバースヘッド - 海外仕様に設定あり。日本国内におけるカタログモデルではこれまでに採用例はない模様
- S:シングルカッタウェイボディ、テレキャススタイルブリッジプレート
- SF:スペシャルフィニッシュ（一見通常のナチュラルフィニッシュだが、極薄の塗膜によりボディの鳴りを向上させたもの）
- V:ヴィンテージスタイル
- W:ウィルキンソン社製（2000年までに後藤ガットのライセンス品に移行）トレモロユニット"VS-100G"搭載
- X:限定モデル（ボディ同色ヘッドやピックガードの色違いなど）

過去のヤマハ製エレキギターの多くでこの法則を適用できるが、完全ではない。

## 現行モデル

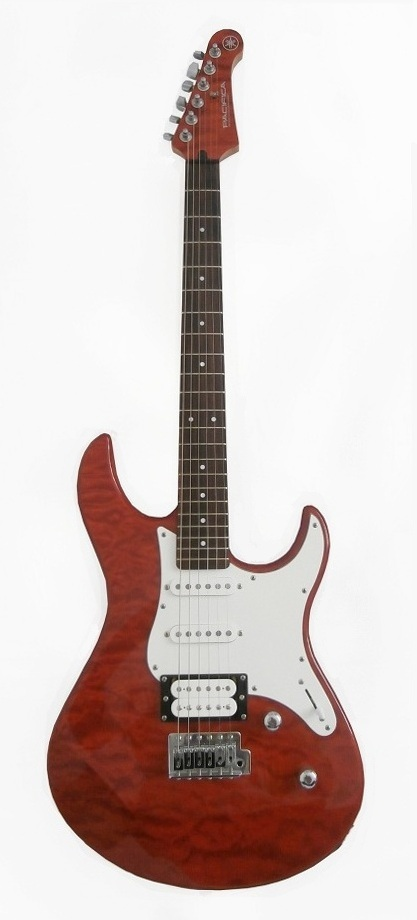
Pacifica 212 VQM CMB

- PACIFICA112シリーズ
1995年の登場以来、改良を重ねながら製造され続けているエントリーモデル。カラーバリエーション（大手楽器店が別注し、限定発売した色も少なくない）や、スペシャルパーツ搭載モデルが無数に存在する。
2008年には、デビュー以来最大の改良が行われ、品番が112Vとなった。主な点は以下のとおり。
  - ブリッジサドルがブロックタイプになる。
  - リアピックアップがこれまでのピックガードマウントから、エスカッションマウントになる。
  - コイルタップ機能が搭載される（トーンコントロールノブに内蔵）。
- PACIFICA120H
2011年リリース。2ハムでコイルタップも可能。ハードテイルブリッジ。
- PACIFICA212Vシリーズ
2010年リリース。112Vをベースに、メイプル材をボディトップにラミネートした上級仕様。ヘッドストックにも材を貼り、ボディ同色に仕上られている。
この貼りメイプルは紙のように薄く剥いた（大根の桂剥きの原理）木材を主材に貼りつけたもので、レスポールのように音質に影響するものではない。
- PACIFICA1611MS
マイク・スターンモデル。S仕様ボディ、ブリッジ採用。"MS"は彼のイニシャルだが、奇しくも上記法則の「メイプル指板」「シングルカッタウェイ」というスペックをも満たしている。1997年に1511MSとして発売、2012年に新仕様になったのを機に現在のモデル名となった。

- PACIFICA Standard Plus
2024年2月3日リリース。「アコースティック・デザイン」による新しいボディ構造とRupert Neve Designs社と共同開発した新ピックアップ「Reflectone」を搭載。新採用のネック形状と、ハイポジションでの演奏性に優れたネックジョイントデザインを採用。指板はローズウッドまたはメイプル。フレットはステンレス製。
- PACIFICA Professional
2024年3月21日リリース。前述のStandard Plusとの違いは、コンパウンド・ラジアス指板、「イニシャル・レスポンス・アクセラレーション（I.R.A.）」処理、日本製。

以下は海外で先行発売された後、日本国内に投入された。これに伴い、従来モデルもロゴが変更された。
- PACIFICA611HFM
2012年3月リリース。PACIFICAの歴史の中で、最も変化が大きなモデルである。まずヘッドのPACIFICAロゴがゴシック風の大文字表記になっている事と、ブリッジが固定式（Hardtail Bridge with Graph Tech String Saver Saddle）となりアームが排除された。ピックアップはフロントにSeymour Duncan（SP90-1n）シングルコイルと、リアにSeymour Duncan（Custom 5）レトロな雰囲気のメタルカバードハムバッカーが装着されている。
- PACIFICA611VFM
2015年6月リリース。ハードテイル仕様の611HFMに対し、Wilkinson製トレモロブリッジを搭載。カラーバリエーションはトランスルーセントブラックのみ共通している。

- PACIFICA612VⅡFM
2018年7月リリース。ピックアップはフロント側からS-S-H配列。フロントにSeymour Duncan（SSL-1）、センターはSeymour Duncan（SSL-1 RwRp）、リアはSeymour Duncan（Custom5）を搭載。新フィニッシュ「インディゴブルー」を含むシースルーカラー3色をラインアップ。

- PACIFICA612VⅡFMX
2021年1月リリース。上述の612VⅡFMと同仕様の色違いだが、ピックガードの色がこれまで600シリーズで採用されていたブラックからクリームになっている。

- PACIFICA612VⅡ X
2021年1月リリース。トップ材無しのアルダーボディ以外は612VⅡFMXと同仕様。一部塗装はマット/サテン仕上げとなっている。

- PACIFICA311H
2012年3月リリース。611HFMからボディトップの貼りメイプルを排し、ピックアップをヤマハ内製に換装した廉価版。

### 海外仕様現行モデル
- PACIFICA012

## 過去のモデル

### PACIFICAアーティストモデル
- 1998年10月 1512CD - コーネル・デュプリーモデル 2005年販売終了

### PACIFICA国内モデル
- 1990年10月 921 - PACIFICAブランドの日本第1号モデル。1991年03月 912J 同年12月 912JM・921M 発売。Warmoth製ネックを採用しネックジョイントは極限までハイポジションカットがされている、PUはDiMarzio製（OEM）でYAMAHA独自の型番が付けられているが、中身はシングルがHS-2（YAMAHA名:YGDS-1W & YGDS-1B, 末尾のWは白ボビン、Bは黒）とハムバッキングがPAF-Pro（YAMAHA名:YGDH-1B）である。921はHSH、912JはSSHのPU配列（いずれもピックガードマウント）、トレモロユニットに前期モデルはRockin'Magic ProII、後期モデルはRockin'Magic ProIIIを搭載。912JM・921Mは上記「モデル命名法則」に掲載されているように、メイプル指板モデル、Mが付かないモデルはローズウッド指板で、ネックは薄いシンシェイプ、シリーズ中最もボディーが薄い。
  - 1995年販売終了 '95年以降はセミオーダーのみで生産していた。
- 1990年？月 912 - 50本しか生産されなかった海外向けモデルで、日本国内では少数しか流通しなかった。912Jとの大きな違いは、ブリッジがシンクロタイプと言う事である。ただし904シリーズのブリッジ（Original Vintage Custom）とは違い、アームの取り付けと、アーム本体がRockin'Magic ProII、IIIと同じ物（フェンダーのようなねじ込み式ではなく、アームを差し込んでから外れ止めを手で回して閉める方式）を採用しているのが違いであり大きな特長でもある。 ヘッドのロゴも通常の物とは違う個体が多いのも特徴でロゴは上からクリア塗装されている（912Jはロゴに光沢が無い）。ボディー・ネック形状、材質は912Jと同じだが、フレットはミディアム。希少価値はあるものの、特にプレミアなどは付いていない。
- 1991年12月 25T - 1991年にヤマハのエレキギター生産25周年を記念して20本限定発売されたモデル。スルーネック、セミホロウボディ、アーチドトップと、他のPACIFICAにはない特徴が数多く見られる。ヘッドには25th.Anniversaryの文字があり、プレミアム感を演出している。同時に25周年記念モデルとして、SG-25SとSG-25Tが各50本限定発売された。25周年記念モデル3種は価格非公開での発売であった。
- 1992年11月 CUSTOM - 最上位モデル。メイプルトップ、マホガニーバックのボディを採用し、ボルトオンネックはPACIFICAシリーズで最も薄いスーパーシンシェイプを採用している。ボディーの材質だけ見ればレスポール系のキャラクターを有するように見えるが全く別のキャラクターのサウンドである。ピックアップはDiMarzio製をダイレクトマウントし、ヤマハオリジナルのYAMAHA Rockin'Magic ProIIIを装備。発売当初はSTEVIE SALASモデルとしていた時期もある。ハードケース付属 
  - 2004年販売終了 セミオーダーシステムではオリジナルと違う材質の指板やボディーも選べた。
- 1993年07月 904・904M・904SF・904MSF - 912に対し、リアのハムバッキングの代わりにダブルシングルPUやヴィンテージトレモロユニット（Original Vintage Custom）を採用したヴィンテージ色の強いモデル。912・921シリーズのピックガードとは互換性が無い。 
  - 904M・904SF 1997年廃盤 904MSF 2004年廃盤 904 2005年販売終了 セミオーダーシステムではオリジナルと違う材質の指板やボディーも選べた。
- 1995年10月 604W - ミドルクラスの普及版モデルで、904シリーズに続き、型番3桁目が『4』は上記「モデル命名法則」に掲載されているように、4シングルピックアップ仕様で、リアPUがダブルシングルPUになっている。全体的には後に発売されたUSA2に似ているが、全く別物である。 600シリーズ用新設計ボディーとネック、ブリッジにWilkinsonタイプ（Wilkinson VS-100G by GOTOH）を採用した最初のモデル。
  - 2004年販売終了
- 1995年10月 312 - エントリーモデルの豪華版で、ゴールドパーツ、トランスルーセントカラーなどを纏う112の上位機種。このモデルにも12弦をはじめ、多くのバリエーションが用意された。この300番台モデルは、PACIFICAの特徴的なピックガードではなく、ストラトキャスター風のピックガードを採用している。 
  - 2004年販売終了
- 1996年05月 312H - エントリーモデルの豪華版で、312のHigh Definition Finish仕様。 
  - 2004年販売終了
- 1996年10月 USA2 - セイモア・ダンカン製PUやウィルキンソン製トレモロユニット、Warmoth製のボディ及びネックなど、海外の有名パーツを投入したアメリカ製上位モデル。
  - 2003年販売終了
- 1996年10月 721DH - ミドルクラスの豪華仕様で、キルティッドメイプル転写（High Definition Finish）加工がされている。上級モデルに搭載されているRockin'Magic ProIIIトレモロユニットを搭載し、CUSTOMの普及版としての性格も持つ。
  - 1998年販売終了
- 1996年10月 721J - 921を思わせるミドルクラスで、上級モデルに搭載されているRockin'Magic ProIIIトレモロユニットを採用している。921の普及版としての性格も持つ。
  - 1998年販売終了
- 1996年10月 721JH - 721JのHigh Definition Finish仕様。
  - 1998年販売終了
- 1996年10月 604WH - 604WのHigh Definition Finish仕様。
  - 1998年販売終了
- 1996年10月 303-12 - 限定400本の12弦仕様。アルダーボディー
  - 1997年度限定生産
- 1997年05月 821DX -  RGX,MGの路線を継承すると同時にCUSTOMの普及版としての性格も持つハードロック指向モデル。DiMarzio製ピックアップ搭載、アルダーボディにHDフィニッシュ採用。
  - 1997年度限定生産
- 1997年05月 812WX -  604WHのアップグレードバージョンでUSA2の普及版としての性格も持つモデル。Seymour Duncan製ピックアップを搭載し、ハードウェアはゴールドパーツ、アルダーボディ。
  - 1998年販売終了
- 1997年11-12月 112M・112C -  限定エントリーモデル、PACIFICAの特徴的なピックガードではなく、ストラトキャスター風のピックガードを採用している。
- 1998年04月 302S - シングルカッタウェイボディ（代表的な物としてレスポールがあるが、本機はテレキャスターに近いボディースタイル）を採用したマイク・スターンモデルの普及版。ゴールドパーツ、パールホワイトピックガード、2シングルPU、ローズウッド指板。 
  - 1998年販売終了
- 1998年12月 821D - 821DXの量産モデル。スペックはほぼ同等だが、HDフィニッシュに代わり、トラ目が出た薄い木材（スペックシートによると「エキゾチックウッド」）をラミネートしている。 
  - 2004年販売終了
- 1999年？月 311MS - シングルカッタウェイボディで302Sの後継機。アルダー＋アッシュ（トップ）ボディー、クロームパーツ、ブラック3Plyピックガード、リアシングルPU、フロントハムバッキング、メイプル指板と、マイク・スターンモデルに近い雰囲気に仕上げられている。ただし、こちらの"MS"はあくまで命名法則に従っての名称である。
- 2000年04月 303-12II - 303-12の後継機で限定モデル、12弦仕様。アルダー＋アッシュ（トップ）ボディー、ブラック3Plyピックガード。
  - 2000年度限定生産
- 2000年12月10TH・10THV - PACIFICA生誕10周年記念の限定モデル。フィギュアドメイプル・トップ+バスウッド・バックボディー、バーズアイメイプル・ネック、ウッドピックガードが装備されるゴージャスなルックスで、10THはUSA2をベースデザインにしている。ブリッジの違いによる2機種が発売された。
- 2004年12月 612V - アルダー材＋フレイムメイプルトップ、リアハムにセイモア･ダンカンSH-4(JBモデル)を搭載。ロック式ペグを採用し、ブリッジはYAMAHAオリジナルの2点支柱一体成型ユニットR1000V。 
  - 2008年販売終了
- 2012年3月 510V - ピックアップはセイモア・ダンカン製リアハムバッキングのみ（コイルタップ可能）で、ウィルキンソン製トレモロブリッジ搭載。

### PACIFICA海外モデル
- 1412 - 25Tの量産モデルで、PACIFICAのフラッグシップモデル。25Tとは大きな違いは無いが、パーツ類が25Tのゴールドに対しこちらはクローム仕上げで、ヘッドロゴもシルバーである。
- 1421 - メイプルトップ/バスウッドバック、メイプルスルーネック、エボニー指板。1412はSSH仕様だが1421はHSH仕様。パーツカラーはブラックでボディカラーはブラックパール、パールホワイト、クリムゾンレッド、ダークブルーメタリックの4種。
- 1221・1221M・1230 - 外見はCUSTOMに921風の黒い3Plyピックガードが装着されている感じだが、ボディーの材質はアメリカンバスウッドで、ブリッジがRockin'Magic ProIIビブラートユニットである。バスウッドは綺麗な木目が出ないので、シースルー塗装の設定は無く、全色メタリックカラーで塗装されている。1230はYAMAHAのギターでは珍しい末尾30の3ハムバッカーモデルである。
- 1221S・1221MS・1230S - 1221のシングルカッタウェイモデルで、基本は1221と同じ仕様である。
- USA1 - シングルカッタウェイスタイルでテレキャスター風のコントロールにシンクロナイズド・トレモロが装備されている、その他はほぼUSA2と同仕様である。

## 使用アーティスト（以前使用したことがあるアーティスト）
- ビル・レヴァティ（FIREHOUSE）
- マイケル・リー・ファーキンス
- スティーヴィー・サラス
- マイケル・ヴァイカート（HELLOWEEN）
- ROLAND GRAPOW（HELLOWEEN）
- SHELDON REYNOLDS（EW & F）
- PATRICK CAREY（BAHAMEN）
- KEVIN DUKES
- EDDIE MARTINEZ
- CARLOS RIOS
- CRAIG GOLDY
- MARC BONILLA
- RIK EMMETT
- HAI MEIKAN
- 桑田佳祐、大森隆志（サザンオールスターズ）
- 手島いさむ（ユニコーン） CUSTOM（YNS）、USA2-CUSTOM（NT）
- パッパラー河合
- 北島健二（FENCE OF DEFENSE） 912J（FB）303-12 12Strings（FBL）
- 松本孝弘（B'z）
- HARUNA（SCANDAL）
- 高中正義 904M（THB）
- 葛城哲哉 CUSTOM（MGB）、912J-Prototype（NF）、912JM-Prototype（OVS）『Prototypeは2本共ネックのジョイントがYG、RGX、MGで採用されたSUPER PLAYABILITY JOINTになっている。』
- 木根尚登（TM NETWORK） 912（CRD）、912J（BL）、821D（TLB）
- 村上啓介(MULTI MAX)CUSTOM（YNS-初代:1992年型）
- 是方博邦 904MSF（NF）
- 足立祐二
- ヘンリー広瀬 CUSTOM（YNS）
- 小島健二
- 上田和史
- 佐橋佳幸
- 加納秀人
- 法田勇虫

他多数

## 登場する作品
- ぼっち・ざ・ろっく! - 主人公の後藤ひとりが、以前から使用していた父のレスポールカスタムが故障した後、新たに自分のギターとしてPACIFICA 611VFMモデルを購入し、以降メインギターとして使用。原作の雑誌掲載時はボディカラーが「ダークレッドバースト(DRB)」だったが、単行本収録時及びアニメでは「トランスルーセントブラック(TBL)」に変更され、仕様はカタログに無い作中仕様となっている。 [1]（ピックガード：べっ甲→黒、フロントピックアップカバー：クリーム→黒、リアピックアップエスカッション：黒→クロームへと変更されており、2024年現在、ぼっち仕様にする611VFM専用カスタムパーツが下倉楽器や石橋楽器から販売されている）